# カネカ
株式会社カネカ（英: KANEKA CORPORATION）は、大阪市北区と東京都港区に本社を置く、日本の大手総合化学メーカー。

## 概要
化成品、機能性樹脂、発泡樹脂、食品、ライフサイエンス、エレクトロニクス、合成繊維、医薬品、医療機器事業を営む。また、コエンザイムQ10の原料を製造しており、資生堂薬品・小林製薬・DHCなど各社に供給している。
社名は前身企業である鐘淵紡績（後の鐘紡を経てクラシエ、カネボウ化粧品）の創業地である東京都墨田区鐘ヶ淵にちなむ。創業から1961年まで東京工場（鐘ヶ淵ではなく品川区大井に所在していたが現在は閉鎖）にて化粧品と医薬品を製造していた。
1960年代に製造・販売していたPCBが、カネミ倉庫株式会社においてライスオイルに混入・変質し、カネミ油症事件が発生。
三井文庫の賛助会社である三井グループの企業である一方、大和銀行（現・りそな銀行）が中心となって結成された企業グループ・大輪会にも加盟している。

## 沿革
- 1949年（昭和24年）

鐘淵紡績（のちのカネボウ）より分離され、資本金2億円で創立。塩化ビニル樹脂「カネビニール」を開発。初代社長は中司清。次代の井上徳治や大澤孝以降から京大農学部出身の舘糾の社長就任に至るまで、長く慶応大出身者がトップマネジメントに就いていたため、カネボウ同様に「三田会企業」と呼ばれた。そうした企業風土の下、冷遇された東大出身の技術者らによる企業機密の漏洩事件が起きたこともあった。　
- 1960年代

カネミ油症事件が発生。
- 2004年（平成16年）

「鐘淵化学工業株式会社」から「株式会社カネカ」に商号変更。

## 旧カネボウとの関係
1949年9月1日、鐘淵紡績株式会社の企業再建整備計画の認可に基づき、同社の非繊維事業すべてを分離して鐘淵化学工業株式会社が新しく設立された。当時から略称は現社名の「カネカ」で、ロゴも親会社の略称である「カネボウ」と共通のデザインを使用。当初は苛性ソーダ、搾油、食用油、酵母、食品類、製紙、和紙、エナメル電線、デンプン等きわめて多岐な事業を営んでいた。1961年まで化粧品、1971年まで石鹸・シャンプー類を製造販売していたが、化粧品・石鹸事業とも鐘紡本体に買い戻され両事業を手放す。そしてプラスチック素材および化成品、食用油・食品、酵母以外の事業・製造拠点をともに順次整理して現在に至る。
現在はカネカ・クラシエホールディングス・カネボウ化粧品の三社間に資本関係・人的関係は無い。コエンザイムQ10の供給に関しても、クラシエやカネボウ化粧品ではなく、両社と競合関係にある資生堂グループと業務提携している。

## 事業所
- 大阪本社（大阪市北区）
- 東京本社（東京都港区）
- 名古屋営業所（名古屋市東区）
- 高砂工業所（兵庫県高砂市） - 主力生産拠点。塩ビモノマー・食品・医薬品など
- 大阪工場（大阪府摂津市） - 発泡樹脂製品、血液浄化システム、血管内治療機器、特殊塩化ビニル樹脂など
- 滋賀工場（滋賀県大津市） - エレクトロニクス素材
- 鹿島工場（茨城県神栖市） - 合成樹脂製品
- 苫東工場（北海道苫小牧市）
- 研究所:高砂、大阪
- 海外:アメリカ、ベルギー、ドイツ、シンガポール、マレーシア、オーストラリア、中国、ベトナムなど

## 主要グループ会社
- セメダイン株式会社

## 企業スポーツ
- 鐘淵化学硬式野球部（社会人野球） - 戦前から1977年まで活動した。

## スポンサー
- 鹿島アントラーズ - オフィシャルスポンサー
- 北海道マラソン - プレミアパートナー（筆頭協賛）

## 広報活動
CMキャッチコピーは、

カガクで

ネガイを

カナエル会社